# Carter Bradley
Carter Roy Bradley (Jacksonville, 9 marzo 2000) è un giocatore di football americano statunitense che milita nel ruolo di quarterback per i San Francisco 49ers della National Football League (NFL). Al college ha giocato per l'Università di Toledo e per l'Università dell'Alabama del Sud.

## Carriera universitaria
Bradley, originario di Jacksonville in Florida, cominciò a giocare a football nella locale Providence School. Valutato come un prospetto medio-alto per il college football, tre stelle su cinque, nel 2018 ricevette svariate offerte di borse di studio, come da Colorado State, East Carolina, FIU, Florida Atlantic, Georgia State, Indiana, Louisville, South Florida, Temple, West Virginia, Western Michigan, Wisconsin e Wyoming, scegliendo infine di andare all'Università di Toledo, in Ohio, con i Rockets che militano nella Mid-American Conference (MAC) della Divisione I della Football Bowl Subdivision (FBS) della NCAA.

### Toledo
Nel suo primo anno con i Rockets scese in campo solo tre volte prima di essere fatto redshirt, ossia poteva allenarsi ma non giocare gare ufficiali, dopo aver sofferto un infortunio al tendine di una spalla durante un allenamento. L'anno successivo giocò da titolare la gara finale di stagione, completando 15 passaggi sui 23 tentati per 121 yard. Nella stagione 2020 fu il terzo miglior quarterback della conference per efficienza nei passaggi e settimo per media di yard passate per gara, con 212,3 yard/gara. A novembre 2021 Bradley decise di sfruttare la possibilità data dalla NCAA di trasferirsi a giocare in un altro college.

### South Alabama
Il 14 dicembre 2021 Bradley annunciò che si sarebbe trasferito all'Università dell'Alabama del Sud andando a giocare con i Jaguars che competono nella Sun Belt Conference (SBC). Nel 2022 fissò il record della scuola passando complessivamente 3.326 yard, 276 completi e 28 touchdown e classificandosi a livello nazionale 22° per touchdown passati e 25° per yard passate, e venendo inserito nel Second-team All-SBC. Nella stagione 2023 si confermò lanciando per 2.660 yard e 19 touchdown.
Il 2 gennaio 2024 Bradley annunciò di voler passare tra i professionisti e di candidarsi al Draft NFL 2024.
Premi e riconoscimenti
- Second-team All-SBC (2022)

## Carriera professionistica

### Las Vegas Raiders
Bradley non fu scelto nel corso del Draft NFL 2024 e il 27 aprile 2024 firmò da undrafted free agent con i Las Vegas Raiders. Prima dell'avvio della stagione 2024 non rientrò nel roster attivo iniziale dei Raiders e il 27 agosto 2024 fu svincolato, per poi essere aggregato alla squadra di allenamento il giorno successivo. Bradley fu elevato nel roster attivo per la gara dell'ottavo turno contro i Kansas City Chiefs come terza opzione dietro il titolare Gardner Minshew e l'appena arrivato Desmond Ridder, senza però scendere in campo e ritornando poi in squadra di allenamento il giorno dopo la partita. Il 10 dicembre 2024, in vista della gara del quindicesimo turno con Minshew fuori per infortunio e Aidan O'Connell in dubbio anch'esso per un colpo al ginocchio subito contro i Tampa Bay Buccaneers, Bradley fu promosso nel roster attivo. Terminò l'anno senza però scendere in campo.
Il 14 luglio 2025, poco prima dell'avvio della fase di preparazione alla nuova stagione, i Raiders nel ruolo di quarterback avevano, oltre ad O'Connell, il veterano Geno Smith e il rookie Cam Miller; Bradley fu svincolato.

### San Francisco 49ers
Il 31 luglio 2025 Bradley firmò per un anno con i San Francisco 49ers, per cercare di guadagnarsi un posto dietro il titolare Brock Purdy.

## Vita privata
Bradley è il figlio di Gus Bradley capo-allenatore dei Jacksonville Jaguars dal 2013 al 2016 e coordinatore della difesa per altre varie squadre della NFL.